# 白雜訊
，或稱白噪音，是一種功率譜密度為常數的隨機信號或随机过程。即此信號在各個频段上的功率一致。由于白光是由各種頻率（颜色）的单色光混合而成，因而此信号的平坦功率谱性质稱為“白色”，此信号也因此得名為白噪声。相对的，其他不具有这一性质的噪声信号則称为有色噪声。

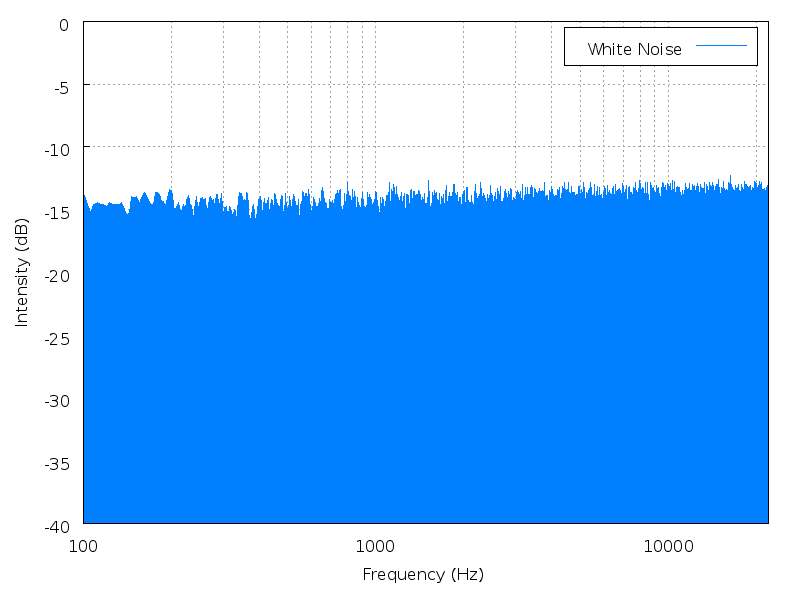
白噪声功率谱

理想的白噪声具有無限頻寬，因而其能量是無限大，這在现实世界是不可能存在的。实际上，人常常將有限頻寬的平整訊號視為白噪声，以方便进行數學分析。

## 統計特性

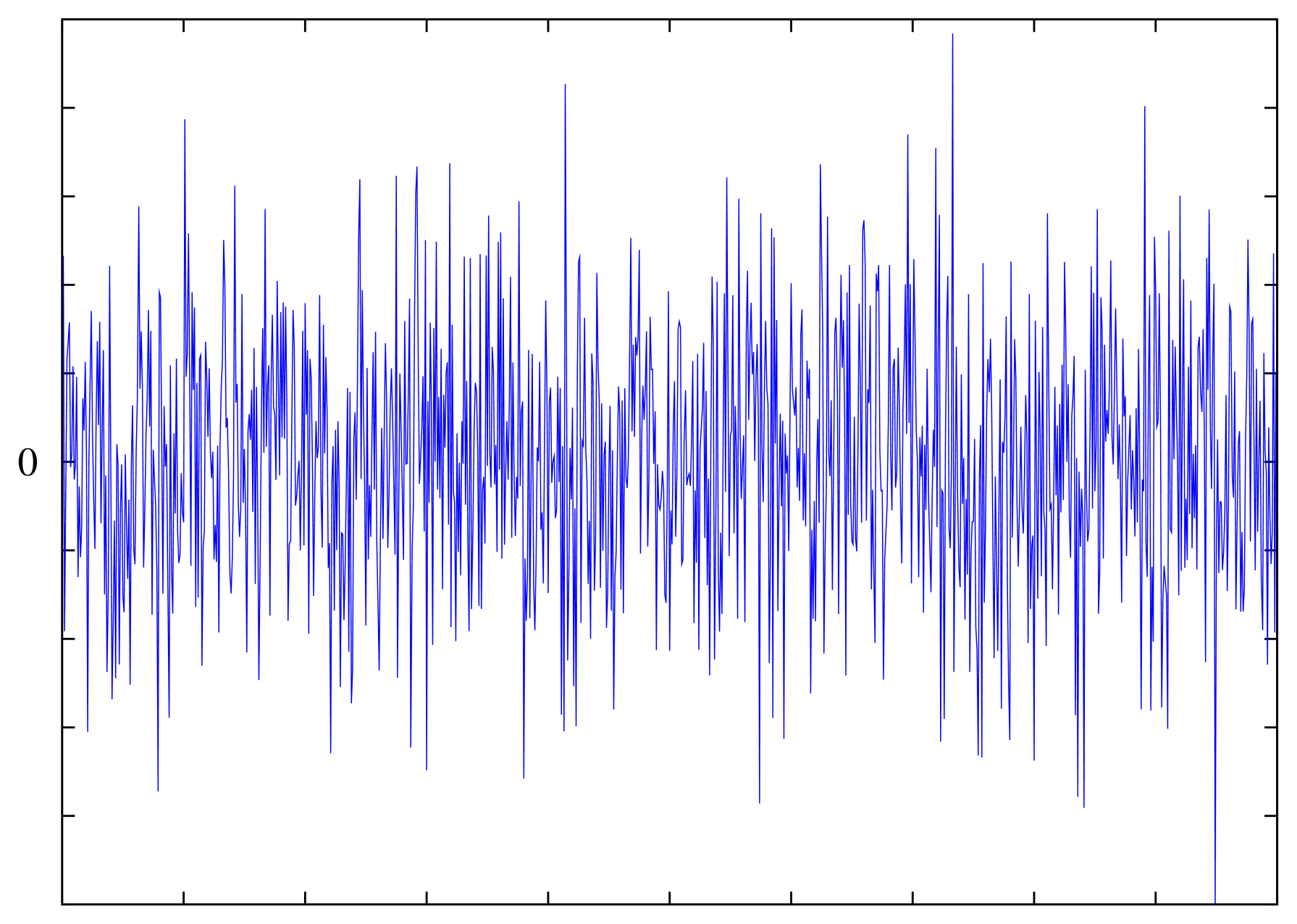
白噪声过程现实实例

术语白噪声也常用于表示在相关空间的自相关为0的空域噪声信号，于是信号在空间频率域内就是“白色”的，对于角频率域内的信号也是这样，例如夜空中向各个角度发散的信号。右面的图片显示了计算机产生的一个有限长度的离散时间白噪声过程。
需要指出，相关性和概率分布是两个不相关的概念。“白色”仅意味着信号是不相关的，白噪声的定义除了要求均值为零外并没有对信号应当服从哪种概率分布作出任何假设。因此，如果某白噪声过程服从高斯分布，则它是“高斯白噪声”。类似的，还有泊松白噪声、柯西白噪声等。人们经常将高斯白噪声与白噪声相混同，这是不正确的认识。根据中心极限定理，高斯白噪声是许多现实世界过程的一个很好的近似，并且能够生成数学上可以跟踪的模型，这些模型用得如此频繁以至于加性高斯白噪声成了一个标准的缩写词：AWGN。此外，高斯白噪声有着非常有用的统计学特性，因为高斯变量的独立性与不相关性等价。
白噪声是维纳过程或者布朗运动的广义均方导数（generalized mean-square derivative）。
白噪声的数学期望为0：
{\displaystyle \mu _{n}=\mathbb {E} \{n(t)\}=0}
其自相关函数为狄拉克δ函数：
{\displaystyle r_{nn}=\mathbb {E} \{n(t)n(t-\tau )\}=\delta (\tau )}
上式正是对白噪声的“白色”性质在时域的描述。由于随机过程的功率谱密度是其自相关函数的傅里叶变换，而δ函数的傅里叶变换为常数，因此白噪声的功率谱密度是平坦的。

## 噪声的颜色

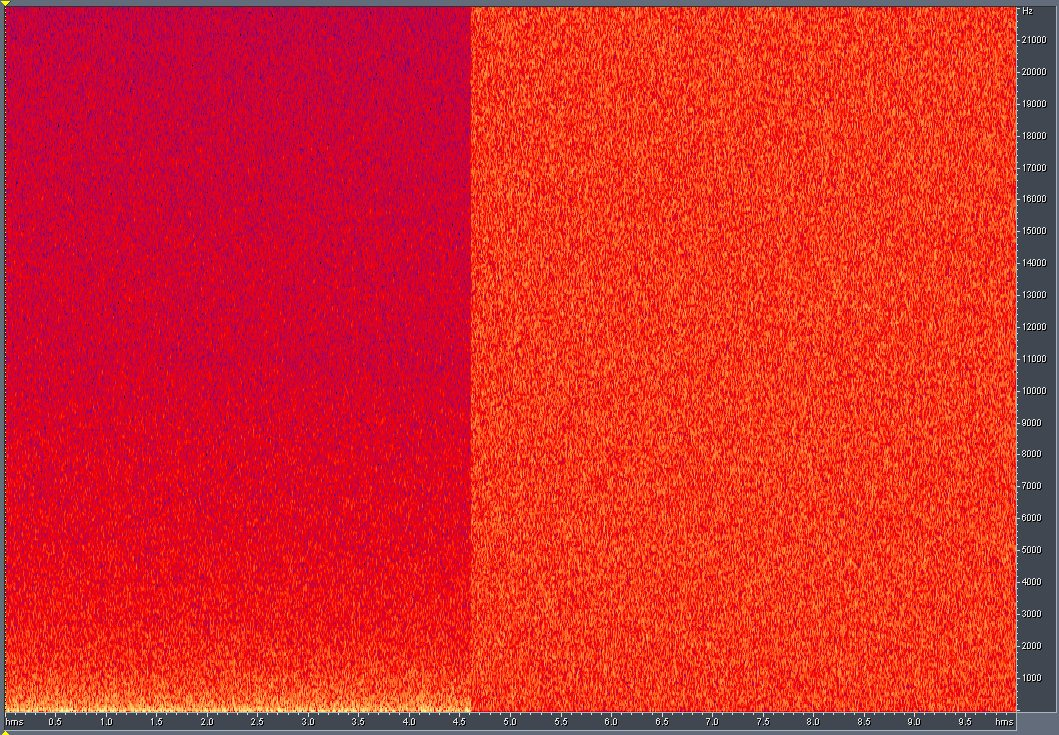
频谱图上显示的左边的粉红噪声和右边的白噪声

也有其它“颜色”的噪声存在，最常用的有粉红、棕色和蓝色噪声。

## 應用
白噪声的应用领域之一是建筑声学，为了减弱内部空间中分散人注意力并且不希望出现的噪声（如人的交谈），使用持续的低强度噪声作为背景声音。一些紧急车辆的警报器也使用白噪声，因为白噪声能够穿过如城市中交通噪声这样的背景噪声并且不会引起反射，所以更加容易引起人们的注意。
在电子音乐中也有白噪声的应用，它被直接或者作为滤波器的输入信号以产生其它类型的噪声信号，尤其是在音频合成中，经常用来重现类似于铙钹这样在频域有很高噪声成分的打击乐器。
白噪声也用来产生脈衝響應。为了在一个演出地点保证音乐会或者其它演出的均衡效果，从PA系统发出一个瞬间的白噪声或者粉红噪声，并且在不同的地方监测噪声信号，这样工程师就能够建筑物的声学效应能够自动地放大或者削减某些频率，从而就可以调整总体的均衡效果以得到一个平衡的和声，且根據網路調查，許多民眾提到人聲、雨聲等白噪音可以協助專心、入睡、放鬆心情
白噪声可以用于放大器或者电子滤波器的频率响应测试，有时它与响应平坦的话筒或和自动均衡器一起使用。这个设计的思路是系统会产生白噪声，话筒接收到扬声器产生的白噪声，然后在每个频率段进行自动均衡从而得到一个平坦的响应。这种系统用在专业级的设备、高端的家庭立体声系统或者一些高端的汽车收音机上。
白噪声也作为一些随机数字生成器的基础使用。
白噪声也可以用于审讯前使人迷惑，并且可能用于感觉剥夺技术的一部分。上市销售的白噪声机器产品有私密性增强器、睡眠辅助器以及掩饰耳鸣。

## 數學定義

### 白色隨機向量
一個隨機向量 {\displaystyle \mathbf {w} } 為一個白色隨機向量若且唯若它的平均值函數與自相關函數滿足以下條件：
{\displaystyle \mu _{w}=\mathbb {E} \{\mathbf {w} \}=0}
{\displaystyle R_{ww}=\mathbb {E} \{\mathbf {w} \mathbf {w} ^{T}\}=\sigma ^{2}\mathbf {I} }
意即它是一個平均值為零的隨機向量，並且它的自相關函數是單位矩陣的倍數。

### 白色隨機過程(白雜訊)
一個時間連續隨機過程{\displaystyle w(t)} ，其中 {\displaystyle t\in \mathbb {R} }， 為一個白雜訊若且唯若它的平均值函數與自相關函數滿足以下條件：
{\displaystyle \mu _{w}(t)=\mathbb {E} \{w(t)\}=0}
{\displaystyle R_{ww}(t_{1},t_{2})=\mathbb {E} \{w(t_{1})w(t_{2})\}=(N_{0}/2)\delta (t_{1}-t_{2})}
意即它是一個對所有時間其平均值為零的隨機過程，並且它的自相關函數是狄拉克δ函數，有無限大的功率。
由上述自相關函數可推出以下的功率譜密度。
{\displaystyle S_{xx}(\omega )=(N_{0}/2)\,\!}
由於δ函數的傅立葉變換為1。而對於所有頻率來說，此功率譜密度是一樣的。因此這是對白雜訊之「白色」性質在頻域的表述。

## 随机向量变换
白色随机向量的两个理论应用是模拟以及白化另外一个任意随机向量。为了模拟一个任意随机向量，我们使用一个仔细选择的矩阵对白色随机向量进行变换。我们选择的变换矩阵能够是被变换的白色随机向量的平均值和协方差矩阵与模拟的任意向量的平均值和协方差矩阵相匹配。为了白化一个任意的随机向量，我们使用仔细选择的矩阵对它进行变换，这样得到的随机向量就是一个白色随机向量。
这两个思想在通信和音频领域中通道估计和通道均衡这样的应用中是很关键的。这些思想在数据压缩中也有应用。

### 模拟随机向量
假设随机向量 {\displaystyle \mathbf {x} } 有协方差矩阵 {\displaystyle K_{xx}}，由于这个矩阵是 共轭对称和半正定，根据线性代数中的谱定理，我们可以用以下方法对角线或者分解矩阵，
{\displaystyle \,\!K_{xx}=E\Lambda E^{T}}
其中 {\displaystyle E} 是特征向量的正交矩阵，{\displaystyle \Lambda } 是特征值的对角矩阵。
通过对白色向量 {\displaystyle \mathbf {w} } 进行下面变换我们可以模拟这个平均为{\displaystyle \mathbf {\mu } }、协方差矩阵为{\displaystyle K_{xx}}的随机向量 {\displaystyle \mathbf {x} } 的一阶和二阶矩量属性：
{\displaystyle \mathbf {x} =H\,\mathbf {w} +\mu }
其中
{\displaystyle \,\!H=E\Lambda ^{1/2}}
这样，这个变换输出的期望是
{\displaystyle \mathbb {E} \{\mathbf {x} \}=H\,\mathbb {E} \{\mathbf {w} \}+\mu =\mu }
协方差矩阵是
{\displaystyle \mathbb {E} \{(\mathbf {x} -\mu )(\mathbf {x} -\mu )^{T}\}=H\,\mathbb {E} \{\mathbf {w} \mathbf {w} ^{T}\}\,H^{T}=H\,H^{T}=E\Lambda ^{1/2}\Lambda ^{1/2}E^{T}=K_{xx}}

### 白化随机向量
白化一个平均值为 {\displaystyle \mathbf {\mu } }、协方差矩阵为 {\displaystyle K_{xx}} 的向量 {\displaystyle \mathbf {x} } 的方法是执行下面的计算：
{\displaystyle \mathbf {w} =\Lambda ^{-1/2}\,E^{T}\,(\mathbf {x} -\mathbf {\mu } )}
这样，这个变换输出的期望是
{\displaystyle \mathbb {E} \{\mathbf {w} \}=\Lambda ^{-1/2}\,E^{T}\,(\mathbb {E} \{\mathbf {x} \}-\mathbf {\mu } )=\Lambda ^{-1/2}\,E^{T}\,(\mu -\mu )=0}
协方差矩阵
{\displaystyle \mathbb {E} \{\mathbf {w} \mathbf {w} ^{T}\}=\mathbb {E} \{\Lambda ^{-1/2}\,E^{T}\,(\mathbf {x} -\mathbf {\mu } )(\mathbf {x} -\mathbf {\mu } )^{T}E\,\Lambda ^{-1/2}\,\}}
{\displaystyle =\Lambda ^{-1/2}\,E^{T}\,\mathbb {E} \{(\mathbf {x} -\mathbf {\mu } )(\mathbf {x} -\mathbf {\mu } )^{T}\}E\,\Lambda ^{-1/2}\,}
{\displaystyle =\Lambda ^{-1/2}\,E^{T}\,K_{xx}E\,\Lambda ^{-1/2}}
对角线化 {\displaystyle K_{xx}} 得到：
{\displaystyle \Lambda ^{-1/2}\,E^{T}\,E\Lambda E^{T}E\,\Lambda ^{-1/2}=\Lambda ^{-1/2}\,\Lambda \,\Lambda ^{-1/2}=I}
这样，通过上面的变换就可以将随机向量白化为平均值为0、协方差矩阵是单位矩阵的随机向量。

## 随机信号变换
我们将模拟和白化这两个概念推广到连续时间随机信号或者随机过程。我们创建一个滤波器用于模拟，将白噪声注入其中，用输出信号模拟任意随机过程的一阶和二阶矩。对于白化，我们将任意随机信号注入所选滤波器中，滤波器输出是白噪声。

### 模拟连续时间随机信号

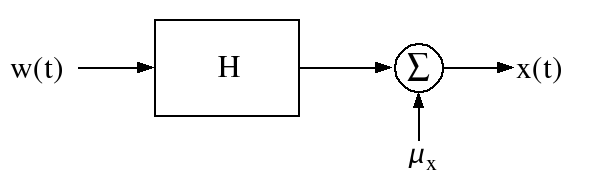
将白噪声注入线性时不变滤波器中模拟任意随机过程的一阶和二阶矩

我们可以使用固定的平均值 {\displaystyle \mu }、协方差函数
{\displaystyle K_{x}(\tau )=\mathbb {E} \left\{(x(t_{1})-\mu )(x(t_{2})-\mu )^{*}\right\}{\mbox{ where }}\tau =t_{1}-t_{2}}
和功率谱密度
{\displaystyle S_{x}(\omega )=\int _{-\infty }^{\infty }K_{x}(\tau )\,e^{-j\omega \tau }\,d\tau }
模拟任何广义的稳定、连续时间随机过程 {\displaystyle x(t):t\in \mathbb {R} \,\!}
我们可以使用频域技术模拟这个信号。
由于 {\displaystyle K_{x}(\tau )} 是个半正定的埃尔米特矩阵，所以 {\displaystyle S_{x}(\omega )} 是实数并且当且仅当 {\displaystyle S_{x}(\omega )} 满足佩维维纳标准（Paley-Wiener criterion）
{\displaystyle \int _{-\infty }^{\infty }{\frac {\log(S_{x}(\omega ))}{1+\omega ^{2}}}\,d\omega <\infty }
时可以 factored 为
{\displaystyle S_{x}(\omega )=|H(\omega )|^{2}=H(\omega )\,H^{*}(\omega )}
如果 {\displaystyle S_{x}(\omega )} 是有理函数，我们可以将它分解成极点-零点格式
{\displaystyle S_{x}(\omega )={\frac {\Pi _{k=1}^{N}(c_{k}-j\omega )(c_{k}^{*}+j\omega )}{\Pi _{k=1}^{D}(d_{k}-j\omega )(d_{k}^{*}+j\omega )}}}
选择最小相位 (minimum phase) {\displaystyle H(\omega )} 保证极点和零点都位于S 面的左侧，这样我们就可以使用{\displaystyle H(\omega )}作为滤波器的传递函数来模拟 {\displaystyle x(t)}。
我们可以构建下面的线性、非時變 (time-invariant) 滤波器来模拟 {\displaystyle x(t)}
{\displaystyle {\hat {x}}(t)={\mathcal {F}}^{-1}\left\{H(\omega )\right\}*w(t)+\mu }
其中 {\displaystyle w(t)} 是有如下一阶和二阶矩属性的连续时间的白噪声：
{\displaystyle \mathbb {E} \{w(t)\}=0}
{\displaystyle \mathbb {E} \{w(t_{1})w^{*}(t_{2})\}=K_{w}(t_{1},t_{2})=\delta (t_{1}-t_{2})}
这样，结果信号 {\displaystyle {\hat {x}}(t)} 与所期望的信号 {\displaystyle x(t)} 一样有同样的二阶矩量属性。

### 连续时间随机信号的白化

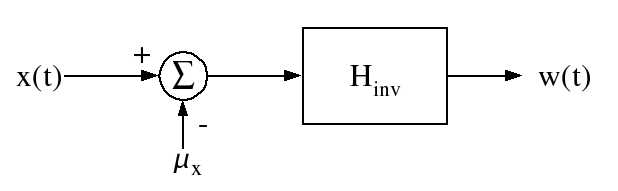
任意随机过程 x(t) 输入一个线性时不变滤波器，滤波器将 x(t)白化为白噪声

假设我们有一个广义的稳定、连续时间随机过程 {\displaystyle x(t):t\in \mathbb {R} \,\!}，与上面定义的信号同样的平均值 {\displaystyle \mu }、 协方差函数 {\displaystyle K_{x}(\tau )} 和功率谱密度 {\displaystyle S_{x}(\omega )} 。
我们可以使用频域技术 白化 这个信号，用上面的过程 factor 功率谱密度 {\displaystyle S_{x}(\omega )} 。
选择最小相位 {\displaystyle H(\omega )} 得到极点和零点都位于s 面左侧，这样就可以用下面的反滤波器白化{\displaystyle x(t)}
{\displaystyle H_{inv}(\omega )={\frac {1}{H(\omega )}}}
选择的最小相位滤波器保证逆滤波器稳定的。另外，必须保证 {\displaystyle H(\omega )} 在所有 {\displaystyle \omega \in \mathbb {R} } 上都严格为正，这样 {\displaystyle H_{inv}(\omega )} 就不会有任何 奇点。
白化过程的最终格式如下所示：
{\displaystyle w(t)={\mathcal {F}}^{-1}\left\{H_{inv}(\omega )\right\}*(x(t)-\mu )}
这样 {\displaystyle w(t)} 就是一个白色噪声随机过程，它的平均值为零、功率谱密度为
{\displaystyle S_{w}(\omega )={\mathcal {F}}\left\{\mathbb {E} \{w(t_{1})w(t_{2})\}\right\}=H_{inv}(\omega )S_{x}(\omega )H_{inv}^{*}(\omega )={\frac {S_{x}(\omega )}{S_{x}(\omega )}}=1}
注意这个功率谱密度 对应于 {\displaystyle w(t)} 的协方差函数的 δ函數。
{\displaystyle K_{w}(\tau )=\,\!\delta (\tau )}